# Meuschau
Meuschau ist ein Ortsteil der Stadt Merseburg in Sachsen-Anhalt.

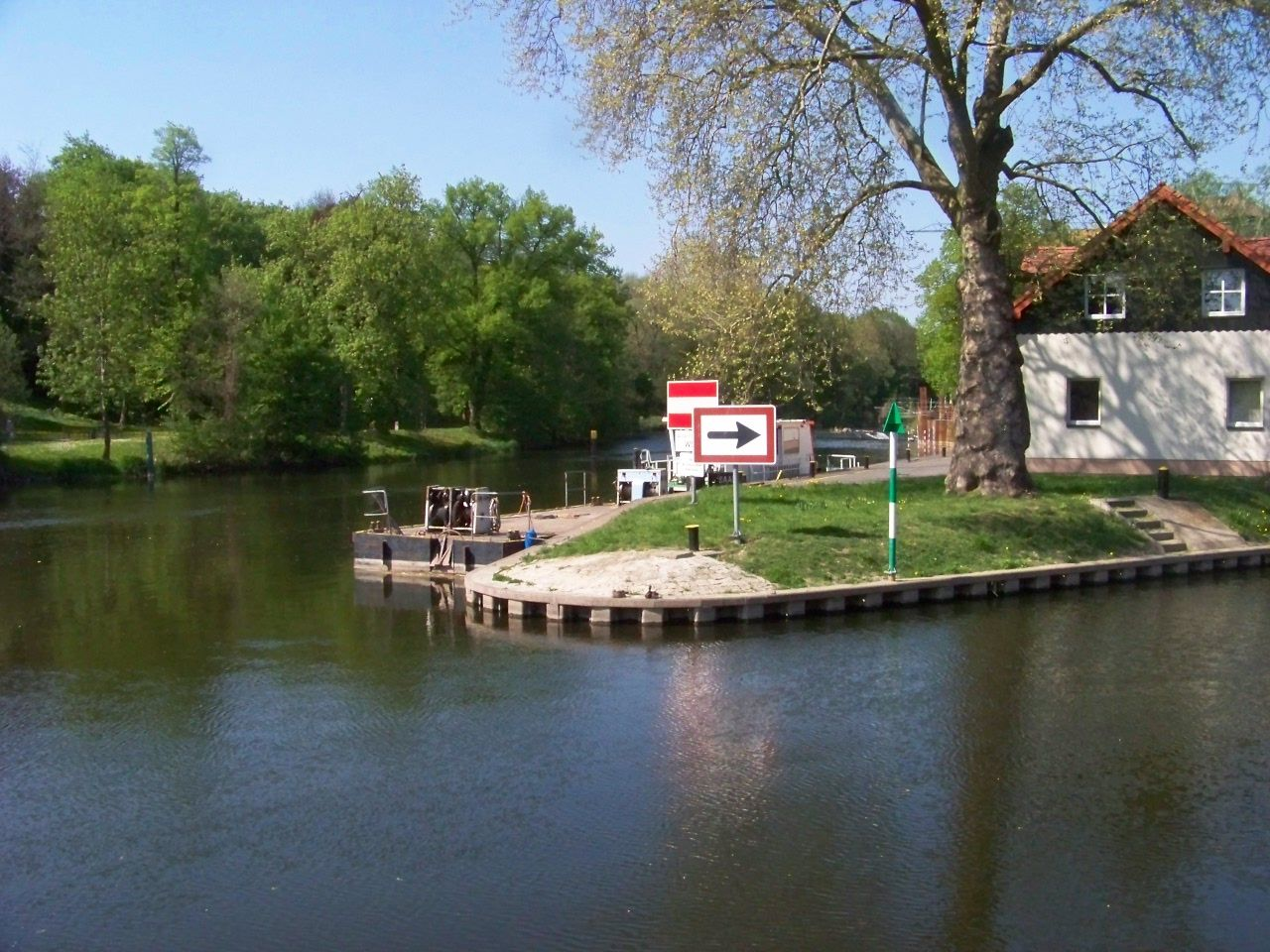
Saale an der Schleuse Meuschau

## Lage

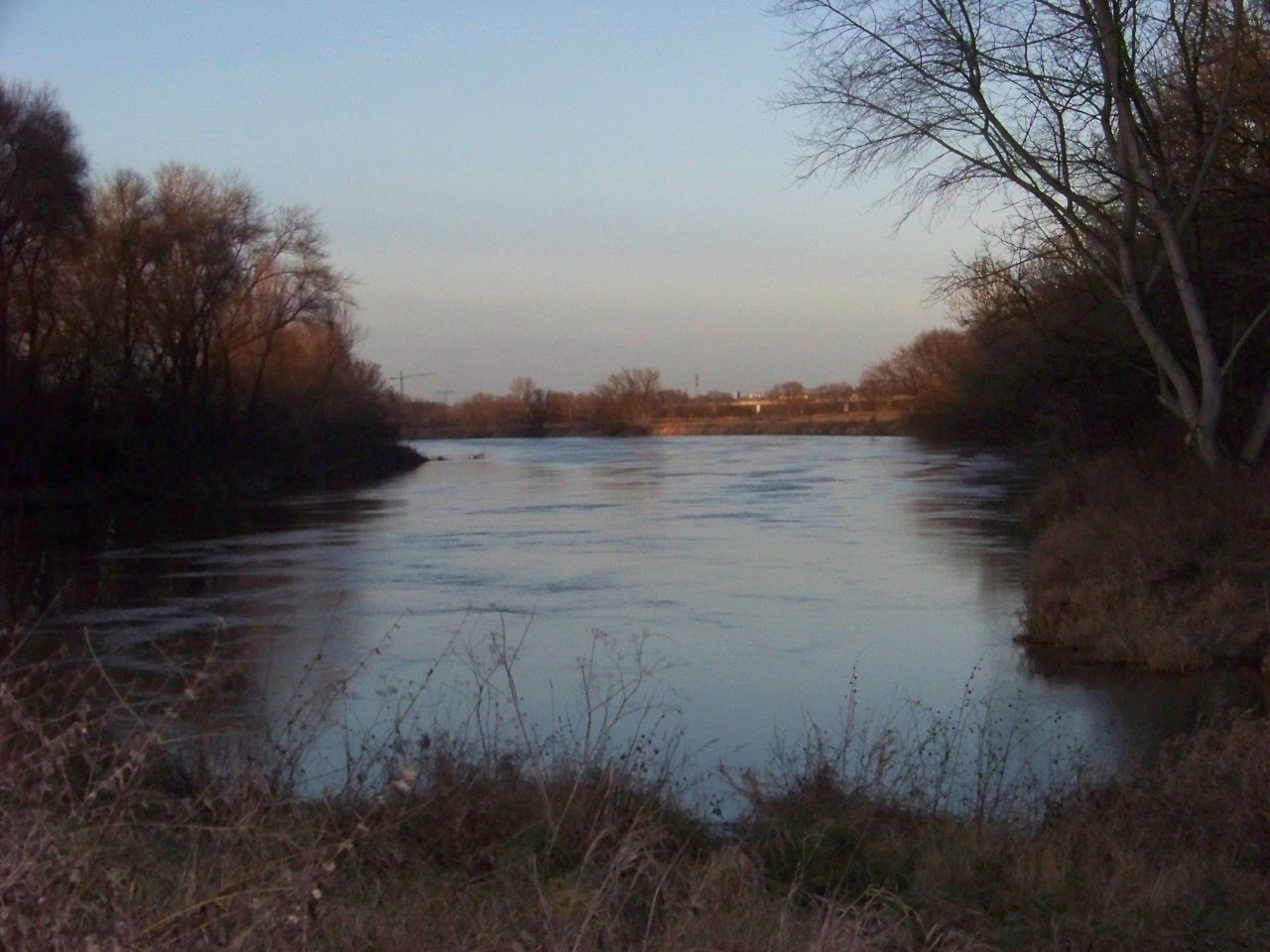
Luppemündung nördlich von Meuschau

Meuschau liegt im Nordosten von Merseburg, östlich der Saale und nördlich der Bundesstraße 181. Im Norden mündet die Luppe in die Saale. Die Saale wird in Merseburg durch zwei Schleusen schiffbar gemacht, in Meuschau ist die untere der beiden. Der Mittelkanal als Umgehungskanal mit einer Schleppzugschleuse, der Schleuse Werder,  sollte die Schleuse Merseburg-Meuschau und die Rischmühlenschleuse ersetzen, wurde aber aufgrund des Zweiten Weltkriegs nicht fertiggestellt.

## Geschichte
In einem zwischen 881 und 899 entstandenen Verzeichnis des Zehnten des Klosters Hersfeld wird als zehntpflichtiger Ort Miscawe im Friesenfeld und 1012 als Muscawe erwähnt. Hermann Größler brachte diesen Ort in Verbindung mit Meuschau, was neuerdings durch Christian Zschieschang bestätigt wurde. Der altsorbische Name leitet sich von Musch, Mann ab und meint Männer oder Kriegsleute, wohl in fränkischen Diensten. Sie könnten in der Merseburg Dienst getan haben. Meuschau lag damals links der Saale, deren Hauptstrom wohl ab Rössen der Wilden Saale bis nach Kollenbey folgte. Interessant ist, dass in der überlieferten Endung -awe schon früh eine Eindeutschung von altsorbisch -ow in -aue = Flussniederung erfolgte.

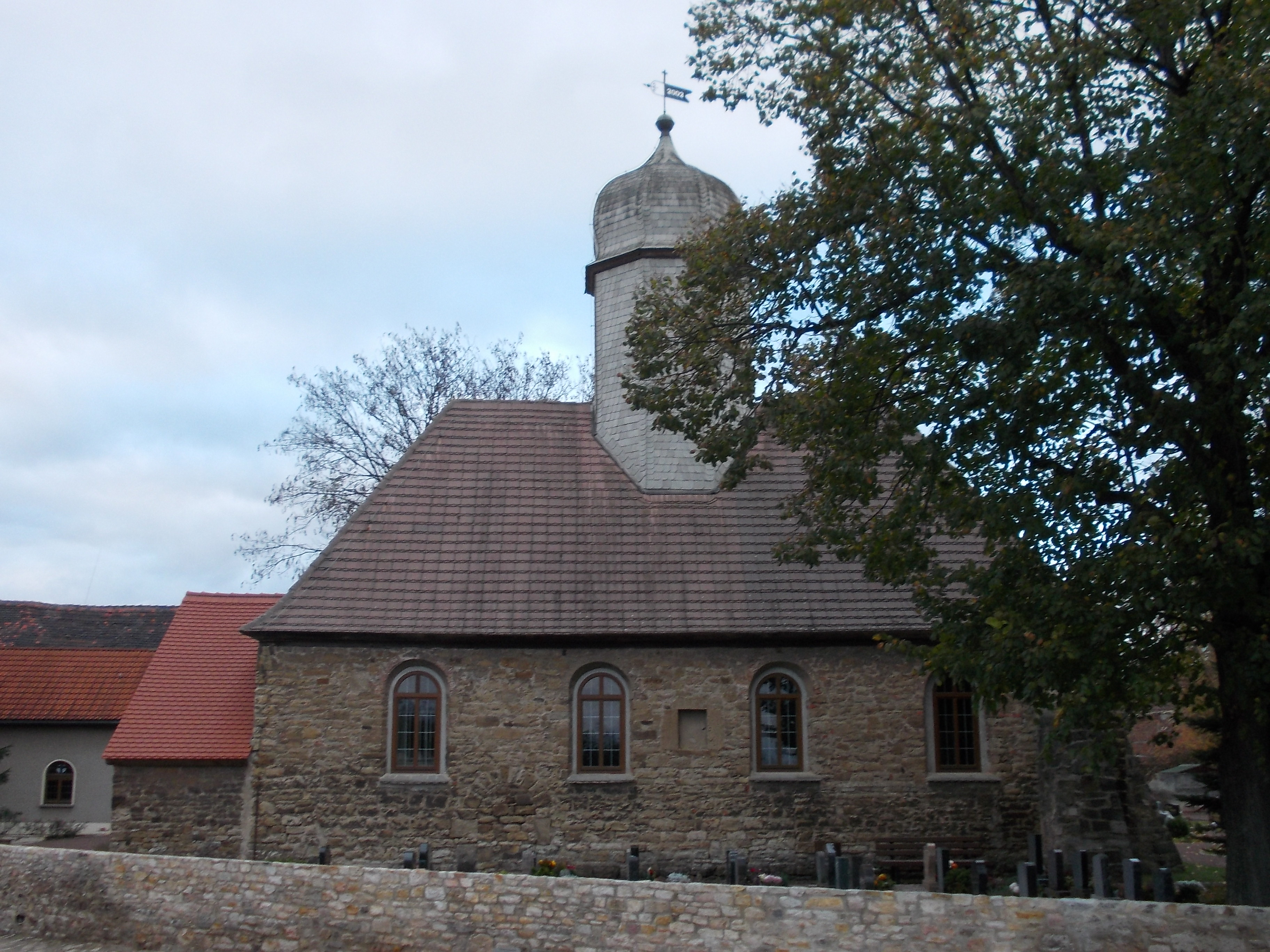
St. Georg

Die Kirche St. Georg ist romanischen Ursprungs. Nach Zerstörungen im Dreißigjährigen Krieg wurde sie 1671 erneuert, 1834 erhielt sie den achtseitigen Dachreiter mit geschweifter Haube.

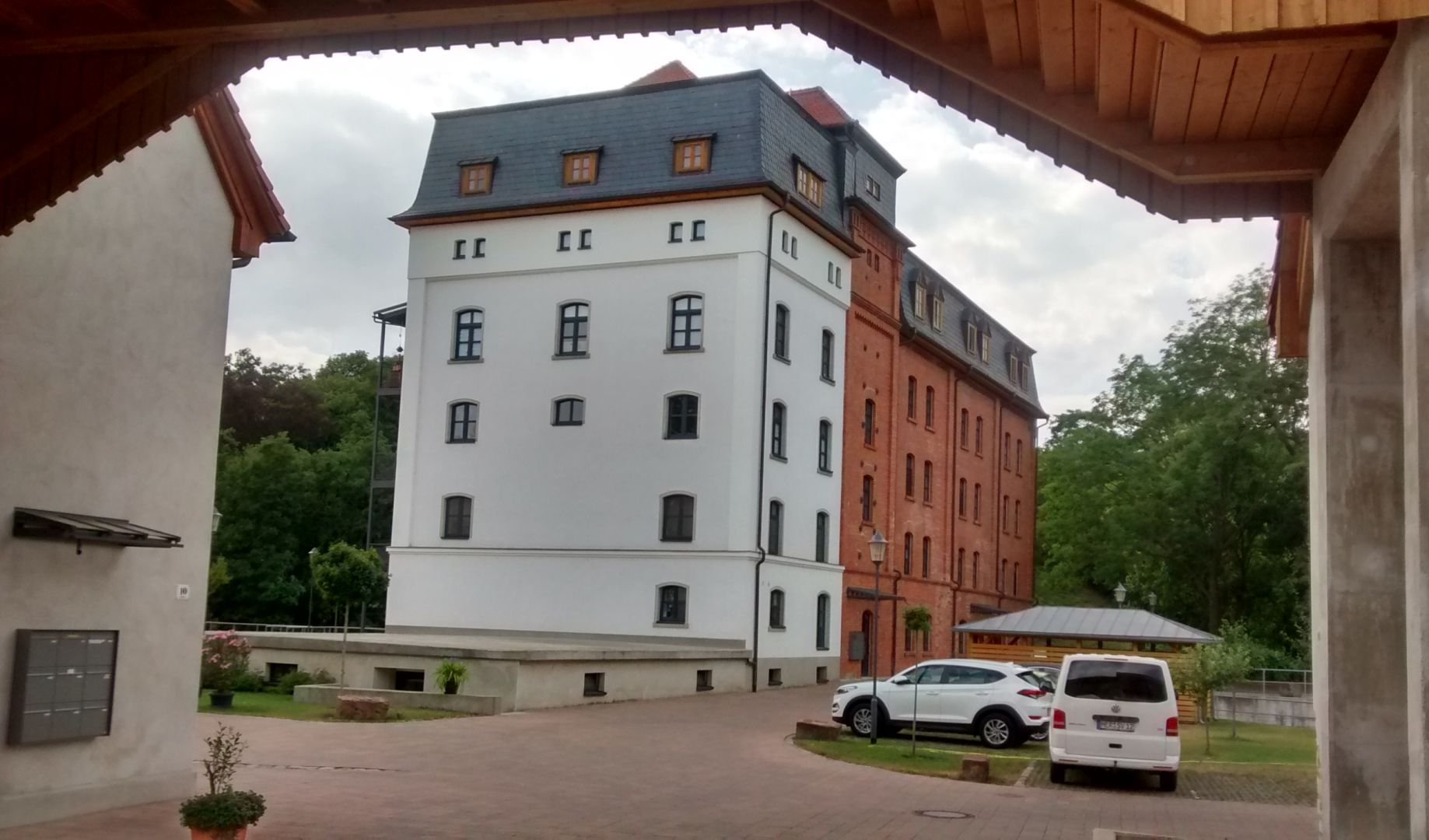
Mühle

Meuschau gehörte bis 1815 zum hochstiftlich-merseburgischen Amt Merseburg, das seit 1561 unter kursächsischer Hoheit stand und zwischen 1656/57 und 1738 zum Sekundogenitur-Fürstentum Sachsen-Merseburg gehörte. Durch die Beschlüsse des Wiener Kongresses kam der Ort im Jahr 1815 zu Preußen und wurde 1816 dem Kreis Merseburg im Regierungsbezirk Merseburg der Provinz Sachsen zugeteilt.
Am 30. Mai 1994 erfolgte die Eingemeindung nach Merseburg. Meuschau hat 935 Einwohner. (Jun. 2021)